# Ludwig Hofmann
Ludwig Hofmann (München, 9. lipnja 1900. – München, 2. listopada 1935.) bio je njemački nogometaš i trener.

## Karijera

### Klupska karijera
Hofmann je cijelu klupsku karijeru proveo u minhenskom Bayernu, u razdoblju od 1926. do 1931. godine. Nastupao je rijetko, puno zapaženiji je bio u reprezentaciji.

### Reprezentacija
Ludwig Hofmann bio je najpoznatiji po svojim solidnim nastupima u njemačkoj reprezentaciji. U ukupno 18 službenih nastupa za Njemačku, postigao je četiri pogotka. Nastupao je 1920-ih i početkom '30-ih godina, a bio je jedan od boljih članova reprezentacije, uz Altvatera, Pöttingera i Sutora. S reprezentacijom je nastupao i na Olimpijskim igrama 1928. u Amsterdamu, no nisu postgli značajniji uspjeh. Od njemačke reprezentacije se oprostio 15. ožujka 1931. godine, na utakmici protiv Francuske u Parizu.

### Trenerska karijera
Samo tri godine od igračkog umirovljenja, Hofmann je počeo s treniranjem Bayern Münchena, 1934. godine. Godinu dana nakon dolaska u klub, tragično je preminuo od meningitisa sa samo 34 godine života.

## Vanjske poveznice
- Profil na "weltfussball.de"
- Profil na "fussballdaten.de"